# Girafe de Rothschild
Sous-espèce
Répartition géographique
Statut de conservation UICN

 NT : Quasi menacé
La girafe de Rothschild (Giraffa camelopardalis rothschildi) est une sous-espèce de la girafe du Nord. Cette espèce de girafes est l'une des plus menacées avec moins de 1 400 spécimens répertoriés dans le monde, dont 600 au Kenya.

## Description
Les girafes de Rothschild sont identifiables grâce à leur pelage qui mélange des taches brun orangé un peu floues sur un fond crème. Plus grandes que les autres espèces de girafes, elles ont le bas des pattes immaculé. Elles sont également les seules à posséder cinq ossicônes.
L'Union internationale pour la conservation de la nature (UICN) classe cette espèce sur la liste rouge des espèces menacées. Selon eux, il reste moins de 670 spécimens dans la nature, notamment au Kenya et en Ouganda.

Elles doivent leur nom à Lord Walter Rothschild, un zoologie britannique, qui découvrit l'espèce lors d'une expédition en Afrique de l'Est, au début des années 1900. En 2024, 1400 girafes de Rothschild vivent à l'état sauvage et 429 dans les zoos.

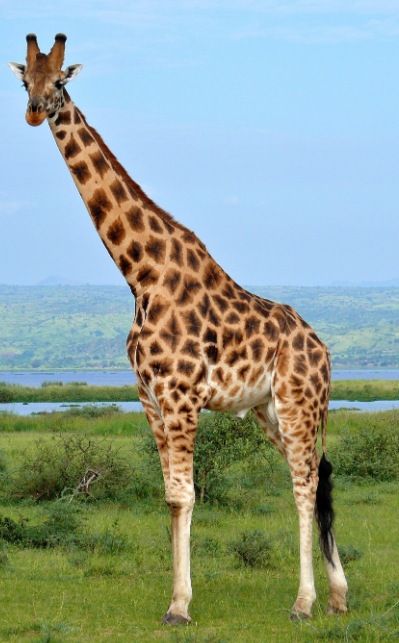
Girafe de Rothschild (Parc national Murchison Falls, Ouganda).
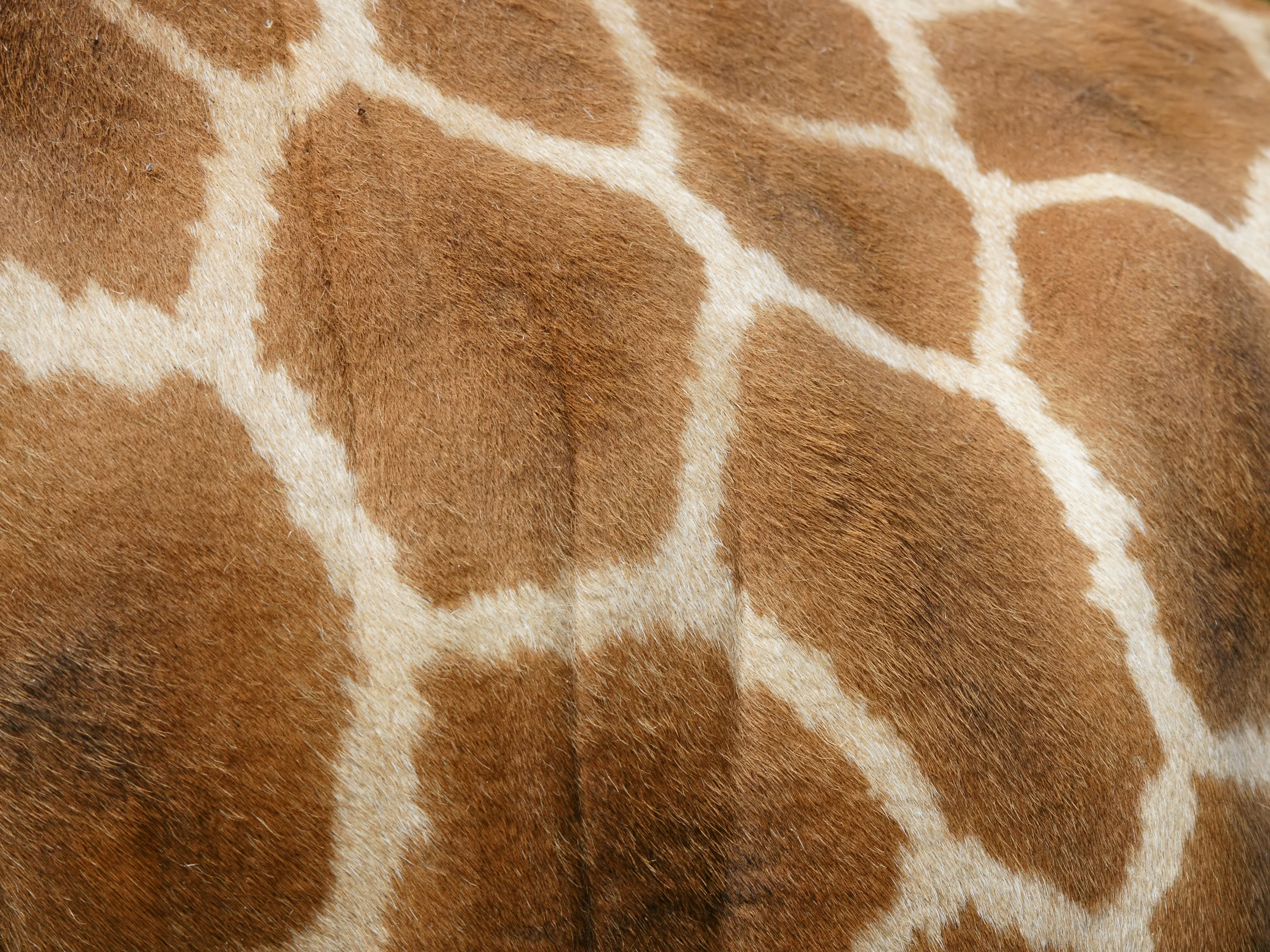
Pelage mélange des taches brun orangé un peu floues sur un fond crème.
- Vidéo de girafe de Rothschild au zoo d'Hagenbeck, Hambourg, Allemagne.

### Protection de l'espèce
Elles sont également appelées girafe de Baringo, du fait de leur attroupement d'origine sur la péninsule du lac Baringo au Kenya. Cette région, l'une des plus riches en biodiversité du pays fait l'objet d'affrontements durant des années. En 2006, les deux groupes tribaux (les Pokots et les ilchamus) coopèrent pour préserver la vie sauvage et rétablir une réserve communautaire sur  l'île de Longicharo  dédiée à la girafe de Rothschild pour les protéger des braconniers. Ainsi, la girafe de Rothschild est devenu « un symbole de paix et d’unité, et une source de revenus pour la communauté ». En 2020, des fortes pluies inondent de nombreuses zones de la vallée du Rift, dont le lac Baringo. Les girafes se sont retrouvés piégées par la montée des eaux infestées de crocodiles,. Les communautés locales dont les Pokots et les Ilchamus avec l'aide d'organisations caritatives (Kenya Wildlife Service  et Save Giraffes Now) construisent une barge tractée par bateau pour les transférer vers la terre ferme. L'opération de transfert s'étale sur plusieurs mois. Ainsi, les huit girafes de Rothschild sont sauvées des eaux ; ce sauvetage ayant permis par la suite la reproduction de l'espèce avec la naissance d'un girafon à Noël en 2021. 